# Mreb
MreB è una proteina strutturale che si trova nei batteri, è l'omologa dell'actina degli eucarioti. Svolge un ruolo fondamentale nella forma dei batteri, che in assenza di essa conservano la forma default sferica.

## Struttura
MreB condivide il 15% della struttura terziaria con l'actina-G e forma strutture filamentose simili l'actina F. La struttura è in un equilibrio dinamico in cui polimerizzazione e depolimerizzazione che sono ATP-dipendenti come per l'actina avvengono ai poli opposti.

## Ruolo nella cellula
MreB conferisce alla cellula una forma non sferica allungata verso due poli opposti, i filamenti della proteina sono situati nella membrana cellulare aumentando la rigidità strutturale. Procarioti in cui il gene MreB è assente presentano forma sferica (es cocchi).

Alcuni batteri perdono la loro forma bastoncellare grazie a mutazioni di geni adiacenti a MreB, mrec e mred, che traducono per le proteine MreC e MreD coinvolte nel mantenere la forma non sferica della cellula.